# Potamonautes lirrangensis
Potamonautes lirrangensis is een krabbensoort uit de familie Potamonautidae. De wetenschappelijke naam werd gepubliceerd in 1904 door Rathbun.